# Harmonipiano
O harmonipiano (também conhecido por armonipiano) é um piano que possui dois pedais comunicadores acionados pelo joelho. Quando utilizados fazem rápidas oscilações a martelinhos suplementares de feltro, presos em lâminas de aço, prolongando a gosto as notas do instrumento, produzindo assim um efeito de tremolo. Esse istrumento é um dos  pianos sostenentes. Alguns dicionários da língua portuguesa atribuem sua invenção a Luigi Caldera porém, este inventou o melopiano, um instrumento muito similar (mas é comum nos grandes dicionários tal atribuição errada). Fala-se quase nada sobre esse instrumento. Os inventores são conhecidos por "Ricordi" e "Finzi", donos da marca Ricordi & Finzi. Pressupõe-se que eles aprimoraram o melopiano de Caldera.